# Falniów-Wysiołek
Falniów-Wysiołek – wieś w Polsce położona w województwie małopolskim, w powiecie miechowskim, w gminie Miechów.
W latach 1975–1998 miejscowość administracyjnie należała do województwa kieleckiego.